# Varissaari (ö i Södra Savolax, Nyslott, lat 61,82, long 28,94)
Varissaari är en ö i Finland. Den ligger i sjön Pihlajavesi och i kommunen Nyslott i  landskapet Södra Savolax, i den sydöstra delen av landet, 280 km nordost om huvudstaden Helsingfors. Öns area är 0,7 hektar och dess största längd är 170 meter i sydväst-nordöstlig riktning.